# サイバーマンデー
サイバーマンデー（英語: Cyber Monday）は、11月から12月頃に開催されるECサイトでの大規模なセールである。
アメリカ合衆国では、感謝祭（11月の第4木曜日）の翌月曜日に行われる。日本では、多くの企業でのボーナス支給日に近い12月第2月曜日が記念日として登録されている。

## アメリカにおけるサイバーマンデー
アメリカ合衆国では、伝統的に感謝祭翌日の金曜日からブラックフライデーとして年末セールが始まり、感謝祭の休暇中、実店舗は買い物客で混雑する。その後、感謝祭の休暇明けに自宅や職場に戻った人たちがオンラインショッピングをすることによって、次の月曜日にオンラインショップの売上が急増することから、サイバーマンデーと呼ばれている。この呼び方は、2005年のホリデーシーズンに全米小売協会のエレン・デイビスとスコット・シルバーマンによって「Shop.org」で使われ始めた。
当時は個人宅のインターネット回線はダイヤルアップ接続など貧弱なもので、多くの人は職場の高速回線を使ってECサイトにアクセスして買い物をしていたため、休暇中ではなく月曜日に売上が急増していた。そのため、「金曜日から日曜日はリアル店舗」「月曜日からオンラインショップ」というサイクルを提案していた。
サイバーマンデーにおけるオンラインショップの売上は2007年には7億3300万ドル、2010年には10億2800万ドル、2022年には113億ドル、2023年には124億ドルと、サイバーマンデーにオンラインで買い物する消費者がますます増加している。

### ブラックフライデーとの一体化、前倒し化
しかしながら、アメリカにおいて2010年代半ば頃から、オンラインショップのホリデーセールの前倒し傾向が進み、実店舗同様にブラックフライデーあるいは感謝祭当日からセールを実施する業者が増えている。この要因として以下のような理由がある。
- 実店舗を構える小売業者とオンライン業者の競争が激化し、「休暇中は実店舗、休暇明けはオンライン通販」という従来の棲み分けが崩れ始めたこと
- 高速な自宅回線やスマートフォンの普及に伴い、月曜日まで待って職場の回線を使わなくても、いつでもECサイトにアクセスできること

ただし前倒し化が進んでからもサイバーマンデーは引き続き重要とされており、年間を通じて最も売上が多い日のひとつである。

## 日本におけるサイバーマンデー
日本には感謝祭の文化はなく、この時期に開催される冬のボーナス商戦の一環として導入が始まった。
2008年頃には冬ボーナス支給日後の日曜日にECサイトの売り上げが急増する傾向が自然と発生していた。楽天市場はこの動きを日本版サイバーマンデーと呼び、この時期に「ボーナスサンデーナイト」キャンペーンを実施するようになった。
2012年には、Amazon.co.jpがボーナス支給日に近い12月第2月曜日を「Cyber Monday」（サイバーマンデー）として日本記念日協会に申請し認定され、この時期にサイバーマンデーを冠したセールを開始した。
しかし、2016年頃から日本においても実店舗でブラックフライデーセールが活発に行われるようになると、ECサイトでもブラックフライデーの呼称を使うようになり、サイバーマンデーの呼称は徐々に使用されなくなっていく。Amazon.co.jpにおいても2020年を最後に使用されなくなった。